# Avenida Francisco Bicalho
La Avenida Francisco Bicalho es una avenida que bordea los barrios de Santo Cristo y San Cristóbal, situados en la Zona Central de la ciudad de Río de Janeiro. Brasil. Con cerca de 1,2 kilómetros de extensión, bordea el Canal del Mangue por ambos lados. Se extiende desde el final de la Avenida Presidente Vargas, en Cidade Nova, hasta la Avenida Rodrigues Alves, en Santo Cristo.
Su función es dirigir el tráfico desde el Centro, Grande Tijuca y la Zona Sur hacia la Zona Norte, la Zona Oeste y los municipios de la Región metropolitana de Río de Janeiro. Por eso, es una avenida multifuncional y una de las más utilizadas de la ciudad.
En 2009, el Instituto Médico Legal (IML) de Río de Janeiro trasladó su sede de la avenida Mem de Sá, en Lapa, a la Avenida Francisco Bicalho. La nueva sede se encuentra en un edificio de cuatro plantas y 150 habitaciones. Hay una sala especial donde se realiza el reconocimiento de cadáveres por parte de los familiares.
La calle recibió el nombre de Avenida Francisco Bicalho en honor a Francisco de Paula Bicalho, quien fue un ingeniero mineiro graduado por la Escuela Central de Río de Janeiro. Trabajó para la Comisión de Obras de Mejoramiento del Puerto desempeñando un papel importante en la reforma urbana de la ciudad implementada durante la administración de Pereira Passos a principios del siglo XX. 

## Características
La avenida se extiende por cerca de 1,2 kilómetros, entre la Avenida Presidente Vargas y la Avenida Rodrigues Alves. Es utilizada para conducir el tráfico desde la Avenida Brasil, el Puente Río-Niterói y la Avenida Rodrigues Alves hasta la Avenida Presidente Vargas, la Linha Vermelha, la Radial Oeste y la Avenida Paulo de Frontin y viceversa, lo que la convierte en una importante arteria de tráfico en la Región metropolitana de Río de Janeiro.
La avenida tiene seis carriles en dirección al Centro y otros seis en dirección a Caju para el tráfico de vehículos. En el pasado, algunos de los carriles de la avenida se destinaron a los autobuses articulados de TransBrasil, un sistema de Bus Rapid Transit (BRT) en funcionamiento desde 2024, con vistas a ampliar el corredor hasta el Centro.

## Puntos de interés
Los siguientes puntos de interés se encuentran en la Avenida Francisco Bicalho:
- Estación Leopoldina (desactivada)
- Fábrica de dovelas de la Línea 4 del Metro de Río de Janeiro (desactivada)
- Instituto Médico Legal Afrânio Peixoto
- Departamento de Tránsito del Estado de Río de Janeiro (Detran-RJ)
- Cuadra de Unidos da Tijuca
- Terminal de Ómnibus Novo Rio
- Terminal Intermodal de Gentileza